# 藤原梶長
藤原 梶長（ふじわら の かじなが）は、平安時代前期の官人。藤原北家、参議・藤原楓麻呂の曽孫。大舎人頭・藤原諸貞の子。官職は出雲守。

## 経歴
陸奥大掾在職中であった元慶2年（878年）3月に出羽国で元慶の乱が発生すると、押領使に任ぜられ陸奥国より騎兵1000・歩兵2000を率いて鎮圧に向かう。出羽権介・藤原統行、権掾・文室有房、小野春泉率いる出羽の兵士2000もこれに合流する。しかし、6月に夷俘が大挙して秋田城を襲い、官軍は大敗を喫する。梶長らも敵を避けて山道を探りながら陸奥へ逃げ帰った。
また、時期は不明ながら、蔵人や出雲守を務めた

## 系譜
『尊卑分脈』による。
- 父：藤原諸貞
- 母：不詳
- 妻：不詳
  - 男子：藤原定遠